# Monte Galero
Der Monte Galero ist ein 1708 m s.l.m. hoher Berg der Ligurischen Alpen. Zusammen mit den nahegelegenen Monte Dubasso, Monte Armetta und Monte della Guardia bildet er das Armetta-Galero-Massiv, das einen orographischen Knotenpunkt zwischen dem Einzugsbecken der Neva, dem Arroscia und dem oberen Val Tanaro darstellt.
Der Gipfel des Monte Galero liegt auf der Provinzgrenze zwischen der ligurischen Provinz Savona und der piemontinischen Provinz Cuneo. Ein Teil des Nord-Osthanges des Berges gehört aus administrativer Sicht zur Provinz Cuneo, aus hydrologischer Sicht gehört er jedoch zum Einzugsgebiet der Neva, die in das Ligurische Meer mündet.